# Staubbachfall
Staubbachfall är ett vattenfall i Schweiz. Det ligger i den centrala delen av landet, 50 km sydost om huvudstaden Bern.